# Hedon
Hedon è un paese di 6.322 abitanti dell'East Riding of Yorkshire, in Inghilterra.